# Lena Verheyen
Lena Verheyen (* 9. April 1991 in Kevelaer,Nordrhein-Westfalen) ist eine deutsche Volleyballspielerin.

## Karriere
Verheyen begann ihre Karriere gemeinsam mit ihrer älteren Schwester Melanie beim VC Eintracht Geldern, wo sie in der Regionalliga aktiv war.  2008 entdeckte Bayer 04 Leverkusen die Diagonalangreiferin bei den westdeutschen Jugendmeisterschaften, woraufhin sie zum Zweitligisten wechselte. 2011 schaffte sie mit dem Team den Aufstieg in die Bundesliga.